# コロンビアのイスラム教

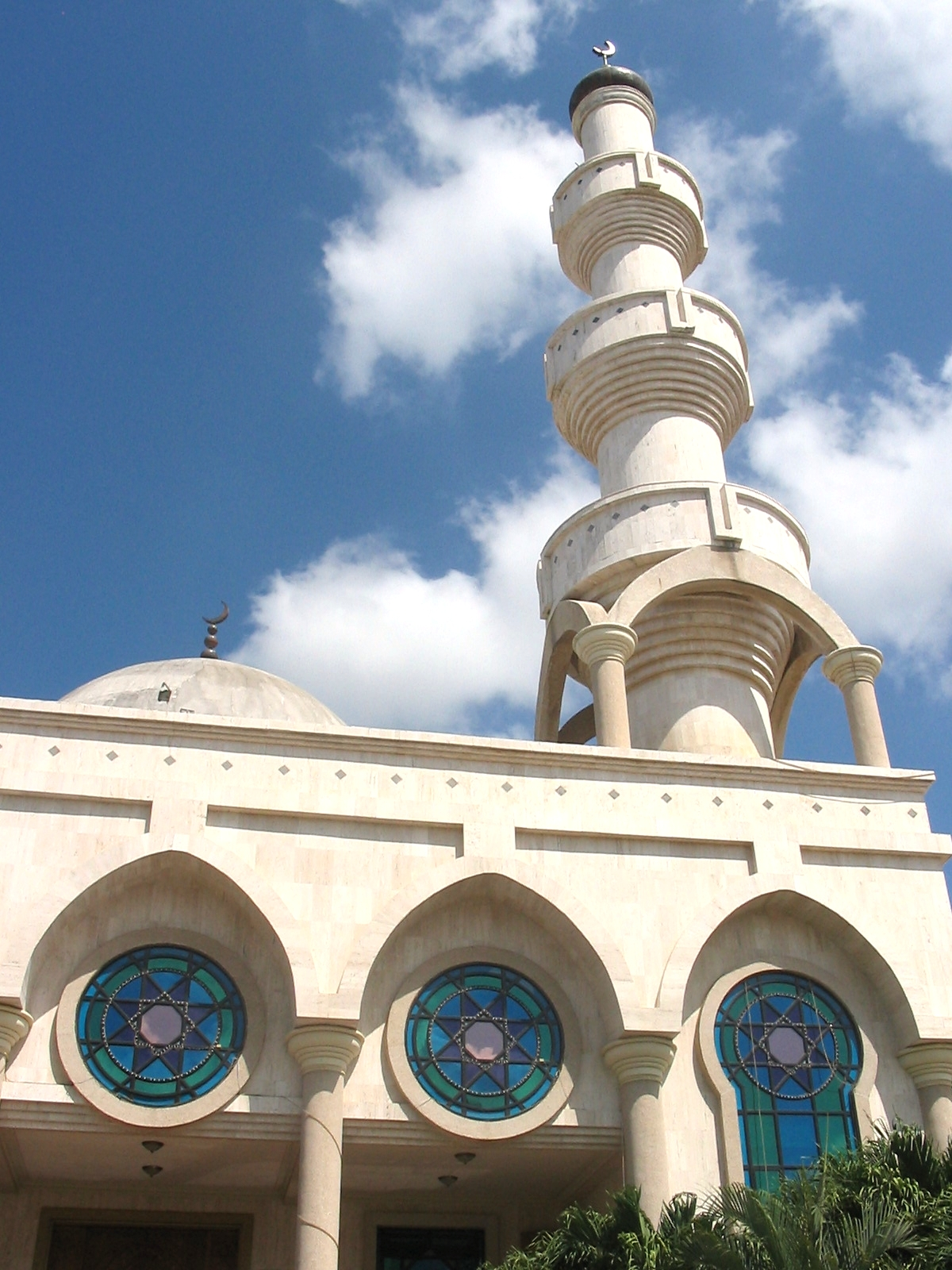
マイカオにあるウマルのモスクはラテンアメリカで3番目に大きいモスクです。

本項目ではコロンビアのイスラム教について記述する。

## 概要
ピュー研究所の報告によると、国内には推計1万4000人のムスリムがいるという。サン・アンドレスやボゴタ、サンタマルタなどに多くのイスラム教組織があり、ボゴタやマイカオには同教系の初中等学校もある。マイカオには南米大陸第2の規模を誇るオマル・イブン・アルハッタブモスクがある。
アラブ系移民のほとんどは、19世紀末から20世紀にかけてシリアやレバノン、パレスチナから移住。